# Haute-Ajoie
Haute-Ajoie est une commune suisse du canton du Jura, dans le district de Porrentruy.
Elle a été créée le 1er janvier 2009 par suite de la fusion des communes de Chevenez, Damvant, Réclère et Roche-d'Or.
Le 1er janvier 2018, Haute-Ajoie absorbe la commune voisine de Rocourt.